# 德魯熱柳比夫卡 (沃茲涅先斯克區)
47°40′29″N 31°57′55″E / 47.67472°N 31.96528°E
德魯熱柳比夫卡（烏克蘭語：Дружелюбівка）是烏克蘭南部尼古拉耶夫州沃兹涅先斯克区葉拉涅茨市鎮的村落。始建於1924年，面積0.98平方公里，海拔高度107米，2001年人口378，人口密度每平方公里385.7人。